# キアラ・セトル
キアラ・セトル（英語: Keala Joan Settle、1975年11月5日 - ）は、アメリカ合衆国の女優、歌手。主にミュージカルで活躍している。ケアラ・セトル、カーラ・セトルとも表記される。

## 経歴
米国ハワイ州オアフ島ホノルル郡ライエ（en）出身。イギリス出身の父とマオリの母の間に生まれ5人きょうだい。 南ユタ大学 卒業。
2011年、ブロードウェイデビュー、2013年の Hands on a Hardbody でトニー賞やドラマ・デスク・アワードにノミネートされる。2014年から2015年にかけて「レ・ミゼラブル」のリバイバル公演でマダム・テナルディエ役をつとめる。2015年から2016年まで「ウェイトレス」でベッキー役を演じた。
2017年の映画『グレイテスト・ショーマン』の髭女レティ・ルッツ役に抜擢され、主題歌「ディス・イズ・ミー」（This Is Me）を担当、同曲は第75回ゴールデングローブ賞主題歌賞を受賞し、第90回アカデミー賞主題歌賞にノミネートされた。

## 主な出演作品

### 映画
| 年   | 作品名                                        | 配役                                    |
| ---- | --------------------------------------------- | --------------------------------------- |
| 2015 | 幸せをつかむ歌 Ricki and the Flash            | シャロン Sharon                         |
| 2017 | グレイテスト・ショーマン The Greatest Showman | レティー・ルッツ Lettie Lutz            |
| 2019 | Rent: Live (ミュージカル「レント」のテレビ版) | Cy、ホームレスの人、 店員、ロジャーの母 |
| 2020 | オール・マイ・ライフ All My Life              | ヴィヴ・ローレンス                      |
| 2024 | ウィキッド ふたりの魔女 Wicked                | コドル先生                              |

### 舞台
| 年        | 作品                                 | 配役                                      | 劇場                                               |
| --------- | ------------------------------------ | ----------------------------------------- | -------------------------------------------------- |
| 2003-2006 | ヘアスプレー ~                       | トレイシー・ターンブラッド Tracy Turnblad | アメリカ国内巡業                                   |
| 2009-2011 | 南太平洋                             | ブラッディ・メリー Bloody Mary            | アメリカ国内巡業                                   |
| 2010      | プリシラ                             | シャーリー Shirley                        | 地方公演（ブロードウェイト前の試演）               |
| 2011-2012 | プリシラ                             | シャーリー Shirley                        | ブロードウェイ                                     |
| 2013      | Hands on a Hardbody                  | Norma Valverde                            | ブロードウェイ                                     |
| 2014-2015 | レ・ミゼラブル                       | マダム・テナルディエ Madame Thénardier    | ブロードウェイ （リバイバル公演）                  |
| 2014      | ウェイトレス                         | ベッキー Becky                            | ワークショップ                                     |
| 2015      | ウェイトレス                         | ベッキー Becky                            | アメリカン・レパートリー・シアターワールドプレミア |
| 2016      | ウェイトレス                         | ベッキー Becky                            | ブロードウェイ                                     |
| 2017      | ジーザス・クライスト・スーパースター | ペテロ Peter                              | コンサート版 全キャスト女性                        |